# José Alberto Costa
José Alberto Barroso Machado Costa (Porto, 31 gennaio 1953) è un allenatore di calcio ed ex calciatore portoghese, di ruolo centrocampista.

## Carriera
Fu calciatore portoghese dell'anno nel 1979.

## Palmarès

### Giocatore

#### Competizioni nazionali
- Segunda Divisão: 1

Academica: 1972-1973
- Campionato portoghese: 2

Porto: 1978-1979, 1984-1985
- Coppa del Portogallo: 1

Porto: 1983-1984
- Supercoppa di Portogallo: 3

Porto: 1981, 1983, 1984